# Zlatni globus za najboljeg redatelja
Zlatni globus za najboljeg redatelja od 1943. svake godine dodjeljuje Udruženje holivudskih stranih novinara, organizacija sastavljena od novinara koji pišu o filmskoj industriji Sjedinjenih Država za publikacije bazirane izvan Sjeverne Amerike.
Najuspješniji redatelj u ovoj kategoriji je Elia Kazan koji je potvrdio sve od ukupno četiri nominacije. Na drugoj poziciji su izjednačeni Clint Eastwood, David Lean, Miloš Forman i Oliver Stone s tri pobjede. Steven Spielberg je rekorder po broju nominacija (10), ali je pobijedio samo dvaput.

## Dobitnici i nominirani

### 1940-e
| Godina | Dobitnik film                      | Nominirani                  |
| ------ | ---------------------------------- | --------------------------- |
| 1943.  | Henry King – Bernadettina pjesma   |                             |
| 1944.  | Leo McCarey – Idući svojim putem   |                             |
| 1945.  | Billy Wilder – Izgubljeni vikend   |                             |
| 1946.  | Frank Capra – Divan život          |                             |
| 1947.  | Elia Kazan – Džentlmenski sporazum |                             |
| 1948.  | John Huston – Blago Sierra Madre   |                             |
| 1949.  | Robert Rossen – Svi kraljevi ljudi | William Wyler - Nasljednica |

### 1950-e
| Godina | Dobitnik film                                   | Nominirani |
| ------ | ----------------------------------------------- | --- |
| 1950.  | Billy Wilder – Bulevar sumraka                  | George Cukor - Jučer rođena John Huston - Džungla na asfaltu Joseph L. Mankiewicz - Sve o Evi                                                |
| 1951.  | László Benedek – Smrt trgovca                   | Vincente Minnelli - Amerikanac u Parizu George Stevens - Mjesto pod suncem                                                                   |
| 1952.  | Cecil B. DeMille – Najveća predstava na svijetu | Richard Fleischer - Uski prolaz John Ford - Mirni čovjek                                                                                     |
| 1953.  | Fred Zinnemann – Odavde do vječnosti            | |
| 1954.  | Elia Kazan – Na dokovima New Yorka              | |
| 1955.  | Joshua Logan – Piknik                           | |
| 1956.  | Elia Kazan – Baby Doll                          | Michael Anderson - Put oko svijeta u 80 dana Vincente Minnelli - Žudnja za životom George Stevens - Div King Vidor - Rat i mir               |
| 1957.  | David Lean – Most na rijeci Kwai                | Joshua Logan - Sayonara Sidney Lumet - 12 gnjevnih ljudi Billy Wilder - Svjedok optužbe Fred Zinnemann - Šešir pun kiše                      |
| 1958.  | Vincente Minnelli – Gigi                        | Richard Brooks - Mačka na vrućem limenom krovu Stanley Kramer - Bijeg u lancima Delbert Mann - Odvojeni stolovi Robert Wise - Želim živjeti! |
| 1959.  | William Wyler – Ben-Hur                         | Stanley Kramer - Na plaži Otto Preminger - Anatomija jednog umorstva George Stevens - Dnevnik Anne Frank Fred Zinnemann - Priča o opatici    |

### 1960-e
| Godina | Dobitnik film                          | Nominirani |
| ------ | -------------------------------------- | --- |
| 1960.  | Jack Cardiff – Sinovi i ljubavnici     | Richard Brooks - Elmer Gantry Stanley Kubrick - Spartak Billy Wilder - Apartman Fred Zinnemann - The Sundowners |
| 1961.  | Stanley Kramer – Suđenje u Nürnbergu   | J. Lee Thompson - Topovi s Navaronea Anthony Mann - El Cid Jerome Robbins, Robert Wise - Priča sa zapadne strane William Wyler - Dječji sat |
| 1962.  | David Lean – Lawrence od Arabije       | George Cukor - Izvještaj Chapman Morton da Costa - Glazbenik Blake Edwards - Dani vina i ruža John Frankenheimer - Mandžurijski kandidat John Huston - Freud Mervyn LeRoy - Ciganka Stanley Kubrick - Lolita Robert Mulligan - Ubiti pticu rugalicu Martin Ritt - Pustolovine jednog mladića Ismael Rodríguez - Moj sin, junak |
| 1963.  | Elia Kazan – Amerika, Amerika          | Hall Bartlett - Stanodavac George Englund - Ružni Amerikanac Joseph L. Mankiewicz - Kleopatra Otto Preminger - Kardinal Tony Richardson - Tom Jones Martin Ritt - Hud Robert Wise - Progonjeni |
| 1964.  | George Cukor – My Fair Lady            | Michael Cacoyannis - Grk Zorba John Frankenheimer - Sedam dana u svibnju Peter Glenville - Becket John Huston - Noć iguane |
| 1965.  | David Lean – Doktor Živago             | Guy Green - A Patch of Blue John Schlesinger - Darling Robert Wise - Moje pjesme, moji snovi William Wyler - Kolekcionar |
| 1966.  | Fred Zinnemann – Čovjek za sva vremena | Lewis Gilbert - Alfie Claude Lelouch - Jedan čovjek, jedna žena Mike Nichols - Tko se boji Virginije Woolf? Robert Wise - Misija u Kini |
| 1967.  | Mike Nichols – Diplomac                | Norman Jewison - U vrelini noći Stanley Kramer - Pogodi tko dolazi na večeru Arthur Penn - Bonnie i Clyde Mark Rydell - Lisica |
| 1968.  | Paul Newman – Rachel, Rachel           | Anthony Harvey - Zima jednog lava Carol Reed - Oliver! William Wyler - Smiješna djevojka Franco Zeffirelli - Romeo i Julija |
| 1969.  | Charles Jarrott – Anne od tisuću dana  | Gene Kelly - Zdravo, Dolly! Stanley Kramer - Tajna Santa Vittorije Sydney Pollack - Konje ubijaju, zar ne? John Schlesinger - Ponoćni kauboj |

### 1970-e
| Godina | Dobitnik film                                | Nominirani |
| ------ | -------------------------------------------- | --- |
| 1970.  | Arthur Hiller – Ljubavna priča               | Robert Altman - M*A*S*H Franklin J. Schaffner - Patton Bob Rafelson - Pet lakih komada Ken Russell - Zaljubljene žene                               |
| 1971.  | William Friedkin – Francuska veza            | Peter Bogdanovich - Posljednja kino predstava Norman Jewison - Guslač na krovu Stanley Kubrick - Paklena naranča Robert Mulligan - Ljeto '42.       |
| 1972.  | Francis Ford Coppola – Kum                   | John Boorman - Oslobađanje Bob Fosse - Cabaret Alfred Hitchcock - Mahnitost Billy Wilder - Avanti!                                                  |
| 1973.  | William Friedkin – Egzorcist                 | Bernardo Bertolucci - Posljednji tango u Parizu Peter Bogdanovich - Mjesec od papira George Lucas - Američki grafiti Fred Zinnemann - Dan šakala    |
| 1974.  | Roman Polanski – Kineska četvrt              | John Cassavetes - Žena pod utjecajem Francis Ford Coppola - Kum II Francis Ford Coppola - Prisluškivanje Bob Fosse - Lenny                          |
| 1975.  | Miloš Forman – Let iznad kukavičjeg gnijezda | Robert Altman - Nashville Stanley Kubrick - Barry Lyndon Sidney Lumet - Pasje poslijepodne Steven Spielberg - Ralje                                 |
| 1976.  | Sidney Lumet – TV mreža                      | Hal Ashby - Vlakom prema slavi John G. Avildsen - Rocky Alan J. Pakula - Svi predsjednikovi ljudi John Schlesinger - Maratonac                      |
| 1977.  | Herbert Ross – Životna prekretnica           | Woody Allen - Annie Hall George Lucas - Zvjezdani ratovi, Epizoda 4: Nova nada Steven Spielberg - Bliski susreti treće vrste Fred Zinnemann - Julia |
| 1978.  | Michael Cimino – Lovac na jelene             | Woody Allen - Interijeri Hal Ashby - Povratak veterana Terrence Malick - Dani raja Paul Mazursky - Neudana žena Alan Parker - Ponoćni ekspres       |
| 1979.  | Francis Ford Coppola – Apokalipsa danas      | Hal Ashby - Dobrodošli, g. Chance Robert Benton - Kramer protiv Kramera James Bridges - Kineski sindrom Peter Yates - Četiri prijatelja             |

### 1980-e
| Godina | Dobitnik film                                | Nominirani |
| ------ | -------------------------------------------- | --- |
| 1980.  | Robert Redford – Obični ljudi                | David Lynch - Čovjek slon Roman Polanski - Tess Richard Rush - Kaskader Martin Scorsese - Razjareni bik                                                                   |
| 1981.  | Warren Beatty – Crveni                       | Miloš Forman - Ragtime Sidney Lumet - Vladar grada Louis Malle - Atlantic City Mark Rydell - Ljetnikovac na Zlatnom jezeru Steven Spielberg - Otimači izgubljenog kovčega |
| 1982.  | Richard Attenborough – Gandhi                | Costa-Gavras - Nestao Sidney Lumet - Presuda Sydney Pollack - Tootsie Steven Spielberg - E.T.                                                                             |
| 1983.  | Barbra Streisand – Yentl                     | Bruce Beresford - Nježno milosrđe Ingmar Bergman - Fanny i Alexander James L. Brooks - Vrijeme nježnosti Mike Nichols - Silkwood Peter Yates - Garderobijer               |
| 1984.  | Miloš Forman – Amadeus                       | Francis Ford Coppola - Cotton Club Roland Joffé - Polja smrti David Lean - Put u Indiju Sergio Leone - Bilo jednom u Americi                                              |
| 1985.  | John Huston – Čast Prizzijevih               | Richard Attenborough - A Chorus Line Sydney Pollack - Moja Afrika Steven Spielberg - Boja purpura Peter Weir - Svjedok                                                    |
| 1986.  | Oliver Stone – Vod smrti                     | Woody Allen - Hannah i njene sestre James Ivory - Soba s pogledom Roland Joffé - Misija Rob Reiner - Ostani uz mene                                                       |
| 1987.  | Bernardo Bertolucci – Posljednji kineski car | Richard Attenborough - Krik za slobodom John Boorman - Nada i slava James L. Brooks - TV Dnevnik Adrian Lyne - Fatalna privlačnost                                        |
| 1988.  | Clint Eastwood – Bird                        | Barry Levinson - Kišni čovjek Sidney Lumet - Na izmaku snaga Mike Nichols - Zaposlena djevojka Alan Parker - Mississippi u plamenu Fred Schepisi - Plač u tami            |
| 1989.  | Oliver Stone – Rođen 4. srpnja               | Spike Lee - Učini pravu stvar Rob Reiner - Kad je Harry sreo Sally Peter Weir - Društvo mrtvih pjesnika Edward Zwick - Rat za slavu                                       |

### 1990-e
| Godina | Dobitnik film                               | Nominirani |
| ------ | ------------------------------------------- | --- |
| 1990.  | Kevin Costner – Ples s vukovima             | Bernardo Bertolucci - Čaj u Sahari Francis Ford Coppola - Kum III Barbet Schroeder - Žrtve bogatstva Martin Scorsese - Dobri momci               |
| 1991.  | Oliver Stone – JFK                          | Jonathan Demme - Kad jaganjci utihnu Terry Gilliam - Kralj ribara Barry Levinson - Bugsy Barbra Streisand - Gospodar plime                       |
| 1992.  | Clint Eastwood – Nepomirljivi               | Robert Altman - Igrač James Ivory - Howards End Robert Redford - Rijeka sjećanja Rob Reiner - Malo dobrih ljudi                                  |
| 1993.  | Steven Spielberg – Schindlerova lista       | Jane Campion - Glasovir Andrew Davis - Bjegunac James Ivory - Na kraju dana Martin Scorsese - Doba nevinosti                                     |
| 1994.  | Robert Zemeckis – Forrest Gump              | Robert Redford - Kviz Oliver Stone - Rođeni ubojice Quentin Tarantino - Pakleni šund Edward Zwick - Legenda o jeseni                             |
| 1995.  | Mel Gibson – Hrabro srce                    | Mike Figgis - Napuštajući Las Vegas Ron Howard - Apollo 13 Ang Lee - Razum i osjećaji Rob Reiner - Američki predsjednik Martin Scorsese - Casino |
| 1996.  | Miloš Forman – Narod protiv Larryja Flynta  | Joel Coen - Fargo Scott Hicks - Sjaj Anthony Minghella - Engleski pacijent Alan Parker - Evita                                                   |
| 1997.  | James Cameron – Titanic                     | James L. Brooks - Bolje ne može Curtis Hanson - L.A. Povjerljivo Jim Sheridan - Boksač Steven Spielberg - Amistad                                |
| 1998.  | Steven Spielberg – Spašavanje vojnika Ryana | Shekhar Kapur - Elizabeta John Madden - Zaljubljeni Shakespeare Robert Redford - Šaptač konjima Peter Weir - Trumanov Show                       |
| 1999.  | Sam Mendes – Vrtlog života                  | Norman Jewison - Uragan Neil Jordan - Kraj ljubavne priče Michael Mann - Probuđena savjest Anthony Minghella - Talentirani gospodin Ripley       |

### 2000-e
| Godina | Dobitnik film                                       | Nominirani |
| ------ | --------------------------------------------------- | --- |
| 2000.  | Ang Lee – Tigar i zmaj                              | Ridley Scott - Gladijator Steven Soderbergh - Erin Brockovich Steven Soderbergh - Traffic István Szabó - Stoljeće ljubavi i mržnje                                                  |
| 2001.  | Robert Altman – Gosford Park                        | Ron Howard - Genijalni um Peter Jackson - Gospodar prstenova: Prstenova družina Baz Luhrmann - Moulin Rouge David Lynch - Mulholland Drive Steven Spielberg - Umjetna inteligencija |
| 2002.  | Martin Scorsese – Bande New Yorka                   | Stephen Daldry - Sati Peter Jackson - Gospodar prstenova: Dvije kule Spike Jonze - Adaptacija Rob Marshall - Chicago Alexander Payne - Gospodin Schimdt                             |
| 2003.  | Peter Jackson – Gospodar prstenova: Povratak kralja | Sofia Coppola - Izgubljeni u prijevodu Clint Eastwood - Mistična rijeka Anthony Minghella - Studengora Peter Weir - Gospodar i ratnik: Daleka strana svijeta                        |
| 2004.  | Clint Eastwood – Djevojka od milijun dolara         | Marc Forster - San za životom J.M. Barrieja Mike Nichols - Bliski odnosi Alexander Payne - Stranputica Martin Scorsese - Avijatičar                                                 |
| 2005.  | Ang Lee – Planina Brokeback                         | Woody Allen - Završni udarac George Clooney - Laku noć i sretno Peter Jackson - King Kong Fernando Meirelles - Brižni vrtlar Steven Spielberg - München                             |
| 2006.  | Martin Scorsese – Pokojni                           | Clint Eastwood - Pisma s Iwo Jime Clint Eastwood - Zastave naših očeva Stephen Frears - Kraljica Alejandro González Iñárritu - Babel                                                |
| 2007.  | Julian Schnabel – Skafander i leptir                | Braća Coen - Nema zemlje za starce Tim Burton - Sweeney Todd: Đavolji brijač Fleet Streeta Ridley Scott - Američki gangster Joe Wright - Okajanje                                   |
| 2008.  | Danny Boyle – Milijunaš s ulice                     | Stephen Daldry - Žena kojoj sam čitao David Fincher - Neobična priča o Benjaminu Buttonu Ron Howard - Frost/Nixon Sam Mendes - Put oslobođenja                                      |
| 2009.  | James Cameron – Avatar                              | Kathryn Bigelow - Narednik James Clint Eastwood - Invictus Jason Reitman - Ni na nebu, ni na zemlji Quentin Tarantino - Nemilosrdni gadovi                                          |

### 2010-e
| Godina | Dobitnik film                           | Nominirani |
| ------ | --------------------------------------- | --- |
| 2010.  | David Fincher – Društvena mreža         | Darren Aronofsky - Crni labud David O. Russell - Boksač Christopher Nolan - Početak Tom Hooper - Kraljev govor                       |
| 2011.  | Martin Scorsese – Hugo                  | Woody Allen - Ponoć u Parizu George Clooney - Martovske ide Michel Hazanavicius - Umjetnik Alexander Payne - Nasljednici             |
| 2012.  | Ben Affleck – Argo                      | Kathryn Bigelow - Zero Dark Thirty Ang Lee - Pijev život Steven Spielberg - Lincoln Quentin Tarantino - Odbjegli Django              |
| 2013.  | Alfonso Cuarón – Gravitacija            | Steve McQueen - 12 godina ropstva David O. Russell - Američki varalice Paul Greengrass - Kapetan Phillips Alexander Payne - Nebraska |
| 2014.  | Richard Linklater – Odrastanje          | Wes Anderson - Hotel Grand Budapest David Fincher - Nestala Ava DuVernay - Selma Alejandro González Iñárritu - Birdman               |
| 2015.  | Alejandro González Iñárritu – Povratnik | Todd Haynes - Carol George Miller - Pobješnjeli Max: Divlja cesta Tom McCarthy - Spotlight Ridley Scott - Marsovac                   |
| 2016.  | Damien Chazelle – La La Land            | Tom Ford - Noćne životinje Mel Gibson - Greben spašenih Barry Jenkins - Moonlight Kenneth Lonergan - Mancheter by the Sea            |